# Wattenbek
Wattenbek település Németországban, Schleswig-Holstein tartományban. Lakosainak száma 2987 fő (2023. december 31.).

## Népesség
A település népességének változása:
| Lakosok száma | 1842 | 2966 | 2954 | 2923 | 2898 | 2893 | 2987 |
|               | 1975 | 2016 | 2017 | 2019 | 2021 | 2022 | 2023 |